# Eleições presidenciais nas Maldivas em 2013
As  eleições presidenciais maldivenses de 2013 foram realizadas nas Maldivas sob um sistema de dois turnos. A votação inicial realizada em 7 de setembro de 2013 foi anulada pelo Supremo Tribunal e a eleição foi repetida em 9 de novembro. Como nenhum candidato conseguiu apoio majoritário, uma eleição de segundo turno (adiada por decreto do Supremo Tribunal) foi realizada em 16 de novembro. Abdulla Yameen foi eleito presidente.
Após a votação inicial de 7 de setembro nenhum candidato recebeu a maioria absoluta dos votos e uma segunda rodada foi planejada para 28 de setembro entre o ex-presidente Mohamed Nasheed e Abdulla Yameen - o então presidente Mohammed Waheed Hassan ficou em quarto lugar no primeiro turno. No entanto, em 27 de setembro, o Supremo Tribunal cancelou o segundo turno e anulou os resultados do primeiro turno. A repetição da primeira rodada foi realizada em 9 de novembro, produzindo um resultado similar às eleições anuladas, e o segundo turno foi planejado para o dia seguinte devido à necessidade constitucional de ter um novo presidente empossado até 11 de novembro. No entanto, o segundo turno foi adiado para 16 de novembro pelo Supremo Tribunal depois que Yameen alegou que precisava de mais tempo para fazer campanha. Yameen venceu o segundo turno com sua percentagem de votos aumentando de 30% no primeiro turno para 51% no segundo turno; em comparação, a percentagem de Nasheed aumentou apenas 2% entre os dois turnos.
Nasheed disputou a eleição após a sua destituição controversa em meio à crise política 2011-2012 com o objetivo de retornar à presidência depois do que sustentou ser um golpe de Estado orquestrado por seu vice e sucessor Mohammed Waheed Hassan. Hassan participou das eleições iniciais, mas desistiu depois de receber apenas 5% dos votos. Yameen, meio-irmão paternal do ex-presidente Maumoon Abdul Gayoom, foi o candidato do partido de Gayoom, o Partido Progressista.